# باغ پرورش
باغ پرورش (به انگلیسی: Garden of Cultivation) (چینی: 艺圃; پین‌یین: Yì Pǔ) یکی از بهترین نمونه‌های باغ کلاسیک متعلق به دودمان مینگ در سوژو است. این باغ بخشی از مجموعه باغ‌های کلاسیک سوژو بوده و در فهرست میراث جهانی یونسکو ثبت شده است. به دلیل تاریخچه خاص آن، این باغ تا پیش از ثبت در فهرست میراث فرهنگی جهانی سازمان ملل تقریباً ناشناخته بود.

## تاریخچه
باغ پرورش در سال ۱۵۴۱ میلادی توسط یوان زوگنگ (袁祖庚، ۱۵۱۹–۱۵۹۰) ساخته شد و در آن زمان سالن لذت‌ها نام داشت. در سال ۱۶۲۰ میلادی، ون ژنمِنگ (۱۵۷۴–۱۶۳۸)، نوه ون ژنگ‌مینگ، که طراح باغ مدیر فروتن و یکی از نقاشان برجسته تاریخ چین بود، این باغ را خریداری کرد. ون ژنمِنگ باغ را بازسازی کرده و نام آن را به باغ گیاهان دارویی (یاوپو) تغییر داد.
در سال ۱۶۵۹ میلادی، باغ توسط جیانگ کای، یکی از وزرای مورد احترام امور خارجه در اواخر دودمان مینگ که در اعتراض به فساد خود را تبعید کرد، مجدداً بازسازی شد و ویلای کوه جینگ‌تینگ نام گرفت. وی در این بازسازی بوستانی از درختان انجیر به باغ اضافه کرد. پس از او، جیانگ شیجیِه، پسرش، باغ را به ارث برد و پس از افزودن عبادتگاه گوان‌یین، نام آن را به باغ پرورش تغییر داد.
در سال ۱۸۳۹ میلادی، این باغ به دفتر چی‌شیانگ شرکت ابریشم و سنت واگذار شد. در سال ۲۰۰۰ میلادی، این مکان در فهرست میراث جهانی یونسکو به ثبت رسید.
این باغ در دوران دودمان چینگ شهرت بسیاری یافت، زیرا هر سه مالک آن دانشمندانی مشهور و مورد احترام بودند. وانگ وان دربارهٔ این باغ نوشت:
- "دیوارهای احاطه‌کننده، باغ را از غوغای دنیای بیرون جدا کرده‌اند؛ انزوا فضای داخل خانه را همچون ویلایی در دل طبیعت جلوه می‌دهد؛ شاخه‌های درختان خرما سنگین از میوه بر فراز خانه‌اند؛ سطح حوضچه با عدسک‌های آبی سبز و نیلوفرهای قرمز تزیین شده است."*[۴]

## طراحی
این باغ ۳٬۹۶۷ مترمربع مساحت دارد و از دو بخش تشکیل شده است:
۱. بخش شرقی که محل اقامت بوده،
۲. بخش غربی که شامل باغ است.
در مجموع، باغ دارای ۱۳ عمارت، ۱۷ کتیبه و ۸ سنگ‌نوشته است.
بخش غربی شامل چندین عمارت در اطراف برکه نیلوفر آبی، تپه‌سنگی و یک باغ کوچک‌تر به نام باغ علف‌های شیرین است. ساختار باغ بر پایه محور شمالی-جنوبی شکل گرفته که سه عنصر اصلی تپه‌سنگی، برکه و تالار را به هم متصل می‌کند. این سبک طراحی در ویلا با زیبایی در آغوش‌گرفته‌شده نیز به کار رفته است.
طراحی کلی باغ بیانگر سادگی و ظرافت سبک کلاسیک باغ‌های مینگ است. محور اصلی باغ تالار طول عمر و چشم‌انداز پیرامون آن است. برکه نیلوفر آبی که ۷۰۰ مترمربع مساحت دارد، به‌شکل مربعی طراحی شده و دارای دو بخش امتدادیافته است تا توهم اندازه بی‌نهایت را ایجاد کند.
دو پل بر روی این برکه قرار دارند:
- پل تماشای ماهی، یک پل سه‌پله‌ای با قوس، در نزدیکی عمارت ماهی‌های سرخ
- پل زیبایی روان، یک پل طبیعی سنگی که ورودی باغ علف‌های شیرین را مشخص می‌کند.
باغ علف‌های شیرین، که نسخه کوچک‌شده باغ اصلی است، شامل خانه علف‌های شیرین و حوضچه مرغ دریایی در حال استحمام به همراه یک تپه‌سنگی کوچک‌تر است. این بخش همان باغ گیاهان دارویی است که ون ژن‌هِنگ به باغ افزود. هدف از این طراحی، تجلی اصول زیبایی‌شناختی وی بود:
- "ساکنان را از دغدغه‌ها رها کند، مستاجران را به ماندن ترغیب نماید و بازدیدکنندگان را از خستگی رها سازد."*[۴]

این باغ به‌دلیل ترکیب‌بندی واضح در نقشه و سادگی و ظرافت عناصرش، نمونه‌ای برجسته از زیبایی‌شناسی دوران مینگ محسوب می‌شود.